# Măicănești
Măicănești es una comuna ubicada en el distrito de Vrancea, Rumania.

## Superficie
Posee una superficie de 155,4 kilómetros cuadrados.

## Demografía
Hasta 2021 la población era de 3826 habitantes, con una densidad de población de 24,63 habitantes por kilómetro cuadrado.